# تری‌یر
تِریِر (به آلمانی: Trier، به فرانسوی: Trèves) شهری بر کرانهٔ رود موزل است، و آن را کهن‌ترین شهر آلمان دانسته‌اند. این شهر از قرن اول میلادی مستعمرهٔ رومی‌ها بود.
تِریِر، شهری دانشگاهی است که در دره رود موزِل و بین رشته کوه‌های هونزروک و ایفل قرار دارد. این شهر حدود ۱۱۰ هزار نفر جمعیت دارد و چهارمین شهر بزرگ ایالت راینلاند فالتس است و لوکزامبورگ حدود ۵۰ کیلومتر فاصله دارد. تریر بیش از ۲۰۰۰ سال پیش تحت نام اگوستا ترِوِروروم تأسیس شد و یکی از قدیمی‌ترین شهرهای آلمان است. این نام را می‌توان «شهر آگوستوس در سرزمین تروری‏» ترجمه کرد. آگوستوس در زمان تأسیس امپراتور روم بود. آغاز پیدایش این شهر، یک پل چوبی بر فراز موزل بود که در چارچوب توسعه زیرساخت‌ها در حکومت روم ساخته شد. از روی حلقه‌های رشد تنه درخت‌هایی که این پل از آن‌ها ساخته شده، سرآغاز تریر به ۱۷ سال پیش از میلاد مسیح ربط داده شده است.
دروازه شمالی دیوار شهر به نام «پورتا نیگرا» که در سال ۱۶۰ ساخته شده، یکی از دیدنی‌ها و جاذبه‌های توریستی شهر است. از دیگر جاذبه‌های توریستی آن می‌توان به حمام عمومی باربارا (باربارا تِرمِن) و آمفی‌تئاتر بزرگ اشاره کرد.
این شهر در قرن ۹ از سوی جنگجویان نورمن تقریباً با خاک یکسان شد. تریر در قرون وسطی ثانویه به دلیل تعداد زیاد کلیساها و صومعه‌ها پیشوند «شهر مقدس» گرفت. در این زمان کلیسای لیب‌فِراون، یکی از اولین سازه‌های گوتیک در آلمان، در کنار کلیسای جامع تریر ساخته شد.
سرشناس‌ترین فرزند شهر تریر کارل مارکس است، اقتصاددان و نظریه‌پرداز اجتماعی که به عنوان پدر سوسیالیسم شناخته می‌شود و نظریه‌های او هنوز هم مورد بحث هستند. در خانه محل تولد او، نمایشگاهی از زندگی و آثارش برپاست.

## نگارخانه

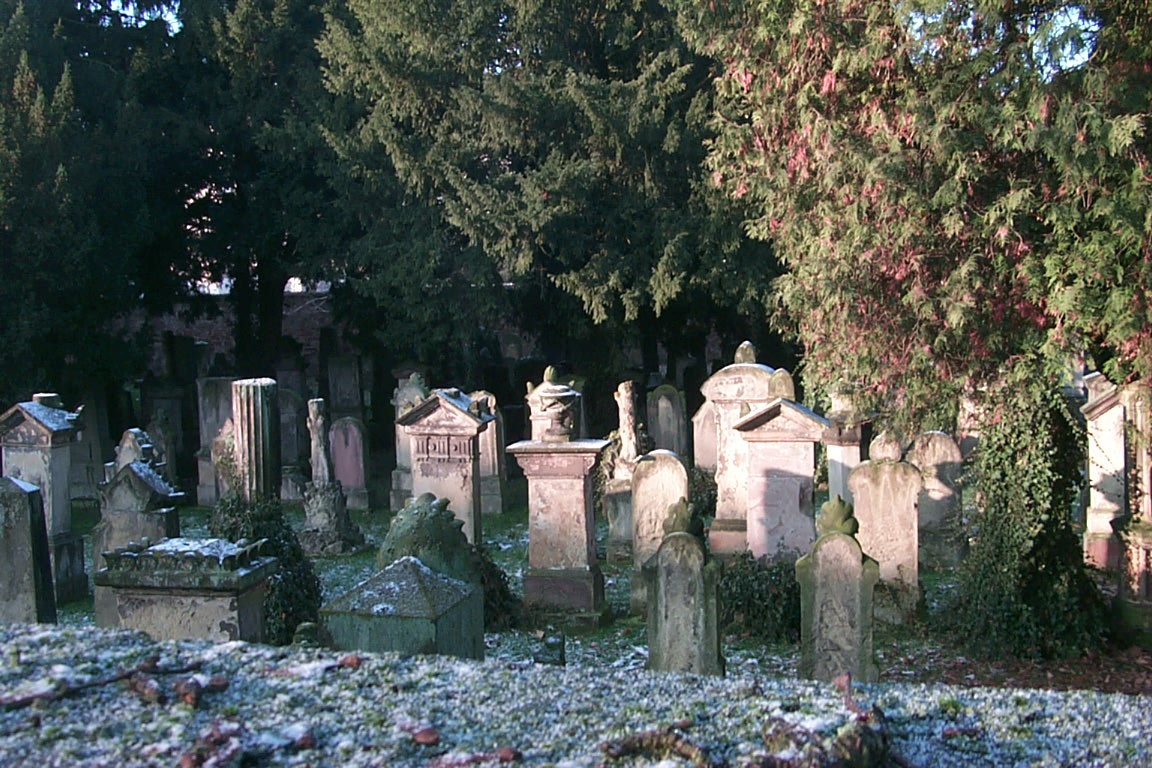
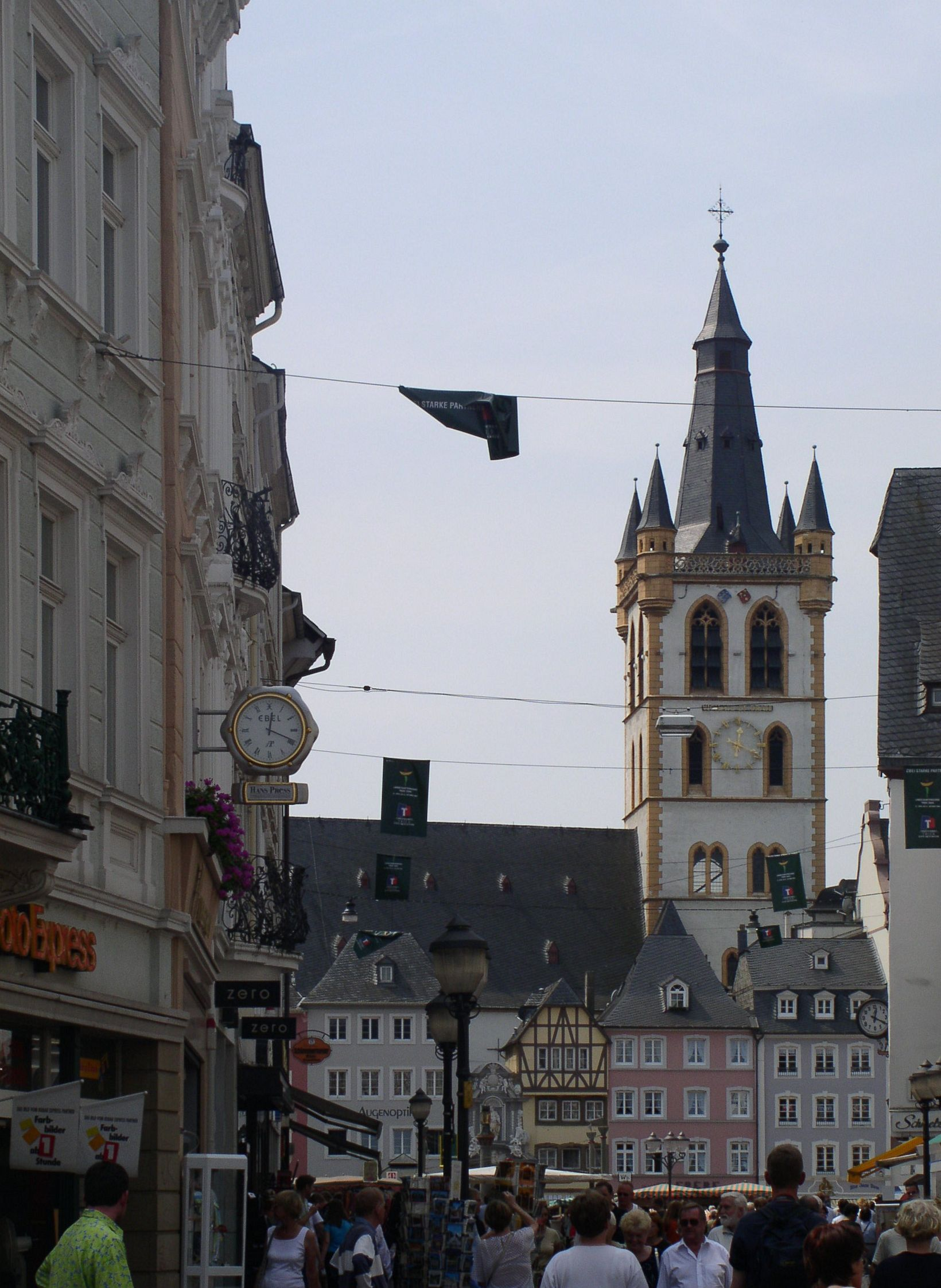
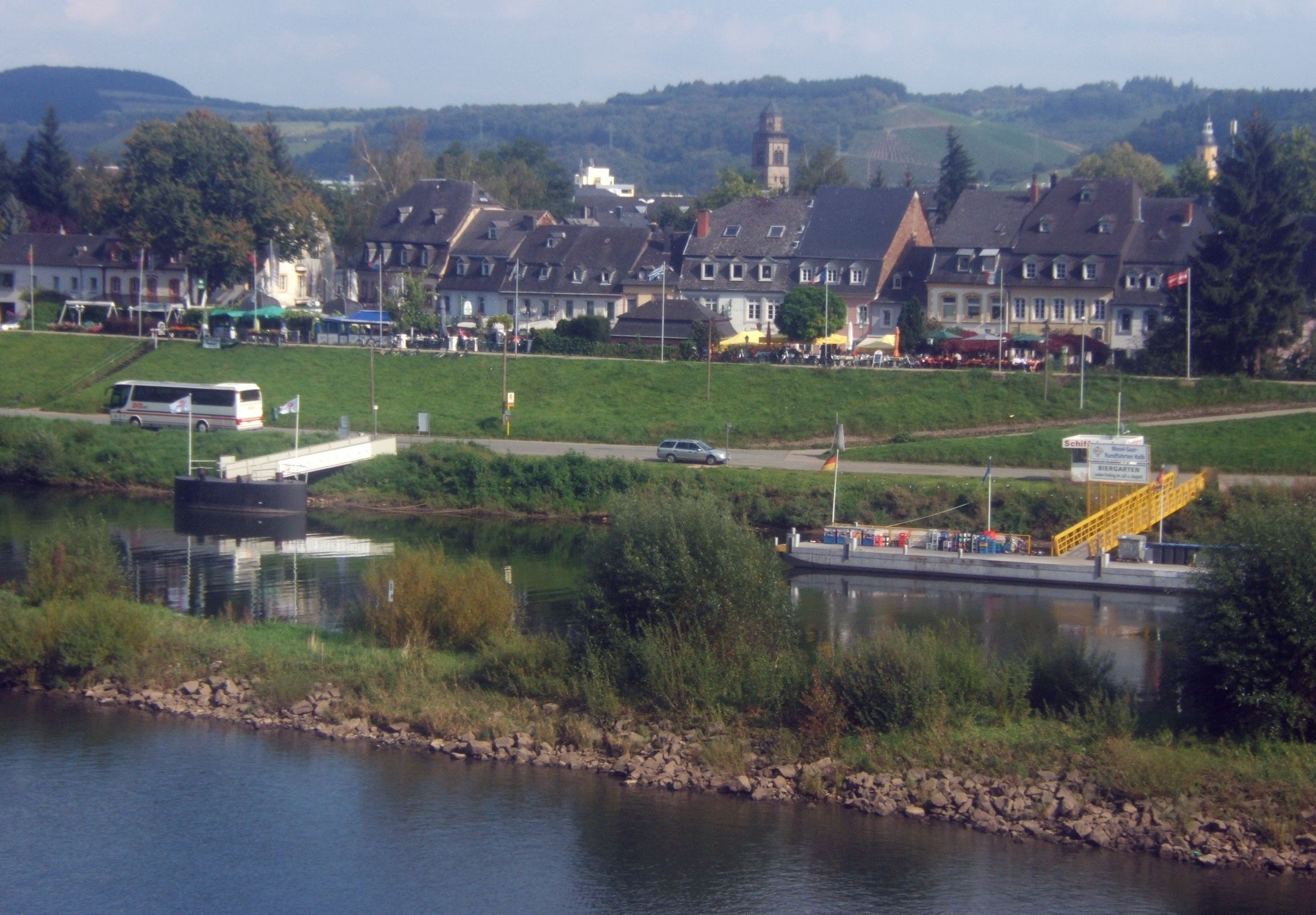
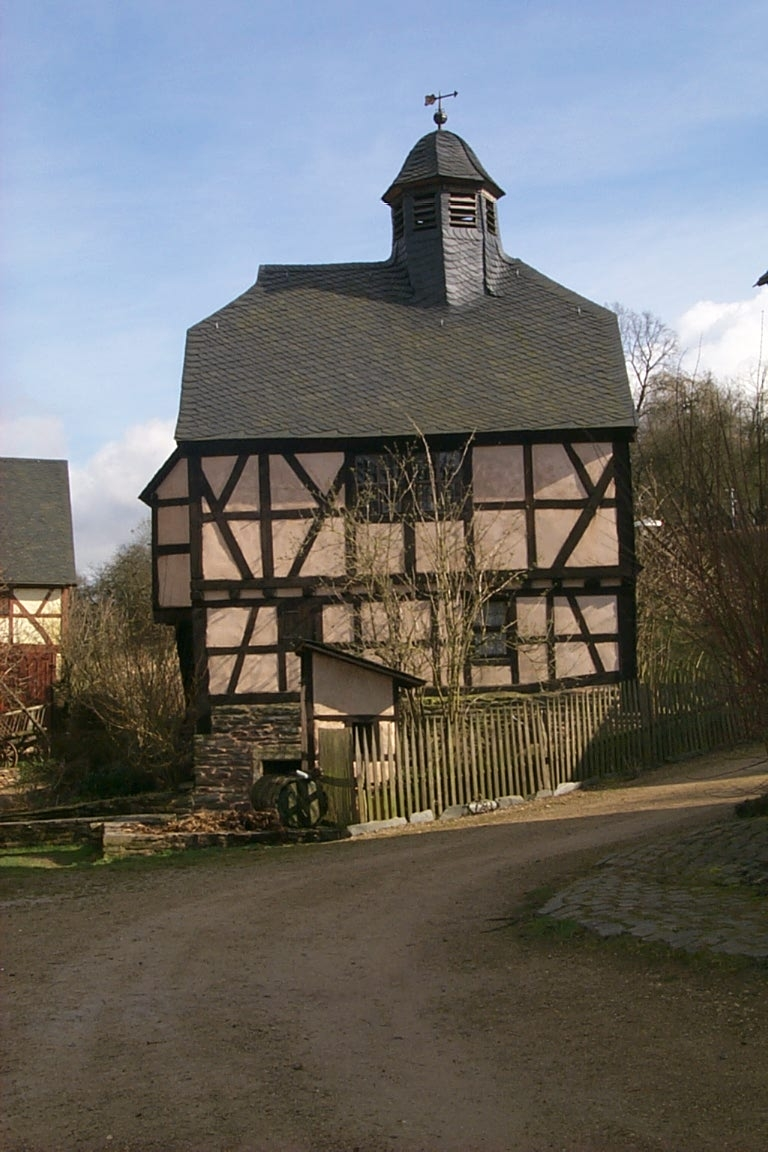